# 內灘站
內灘站（日语：／ Uchinada eki */?）是位於石川縣河北郡內灘町向粟崎，北陸鐵道的淺野川線車站（終點站）。車站編號為A12。車站被選定為第4回中部車站百選。

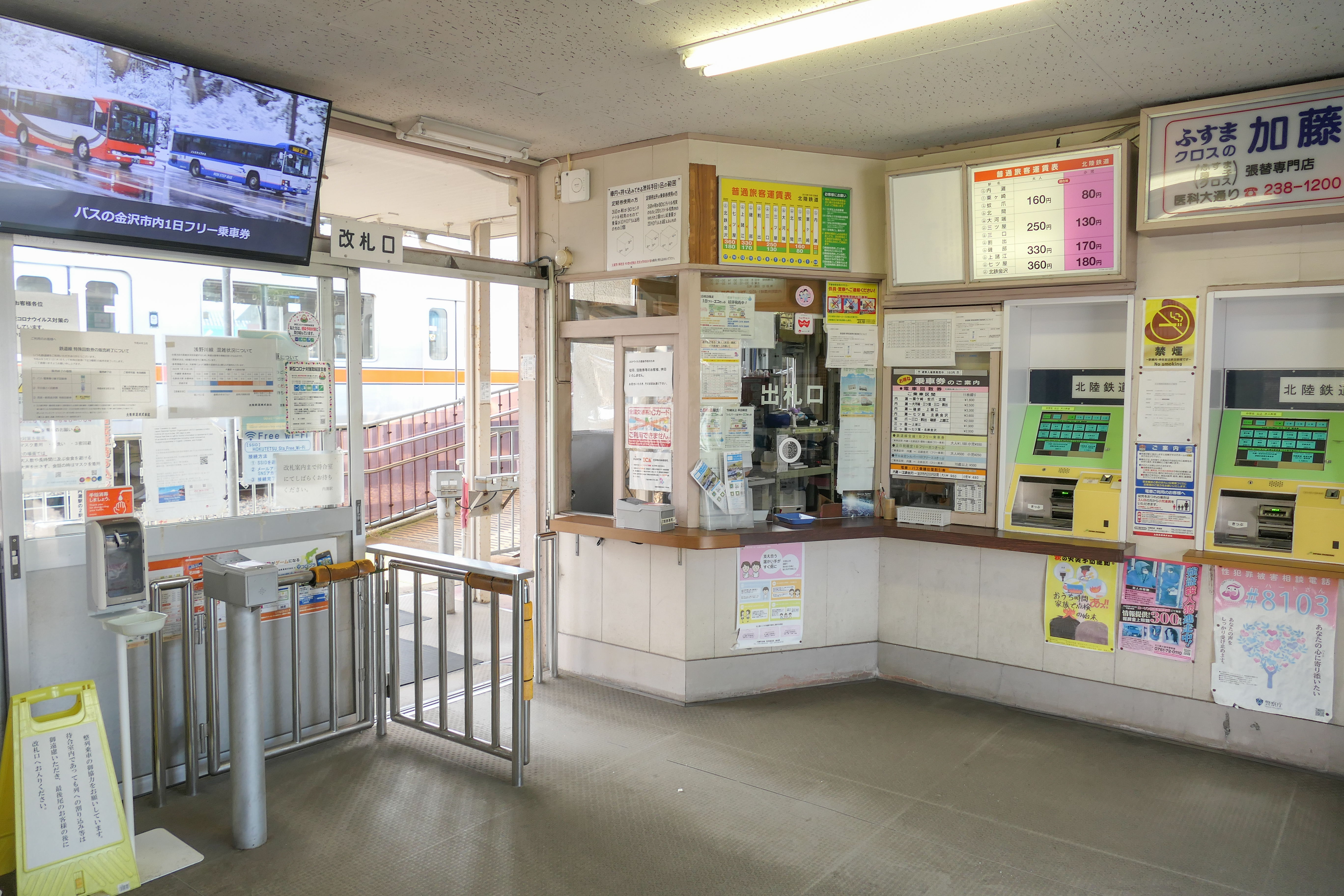
驗票口（2022年7月）

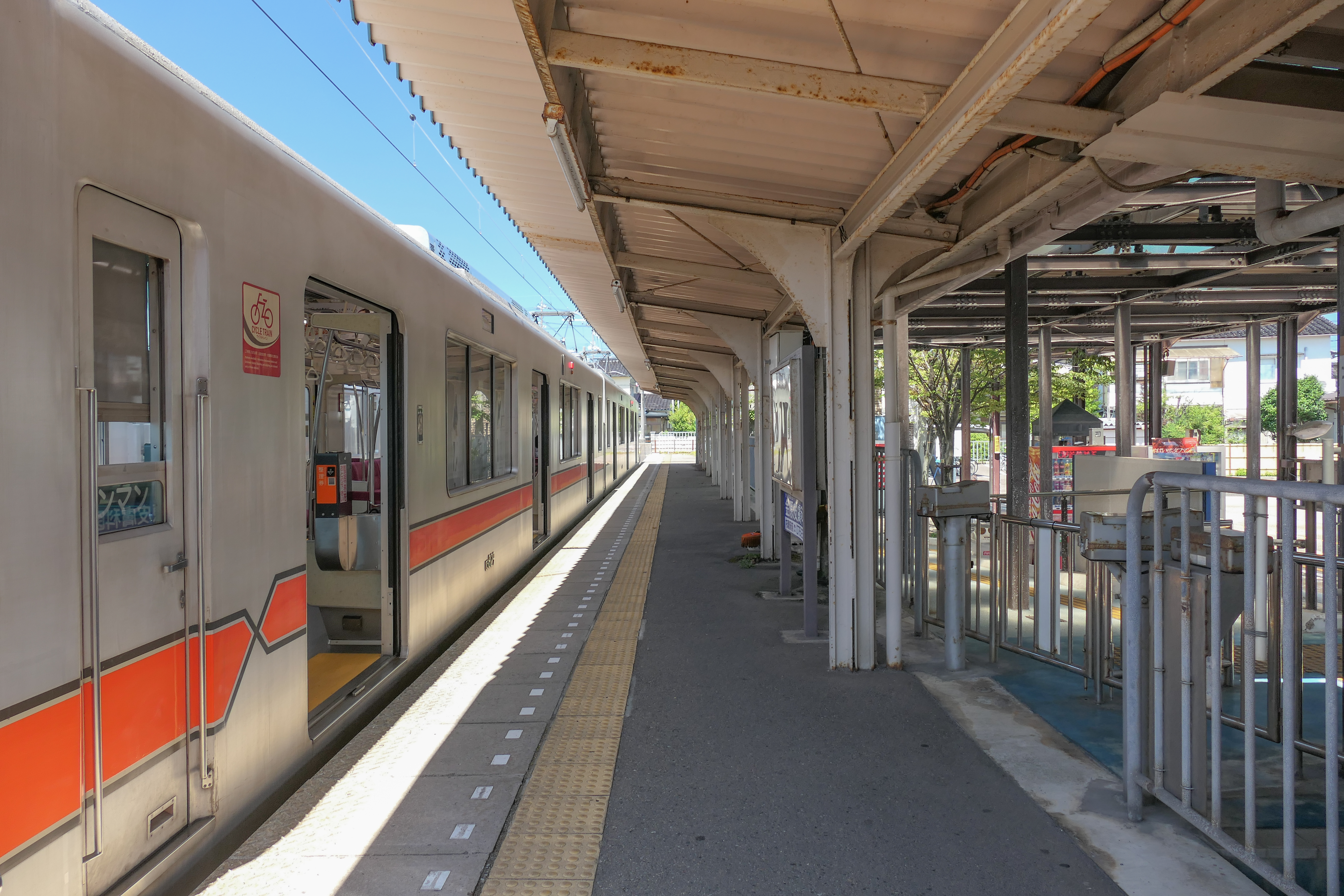
月台（2022年7月）

## 車站構造

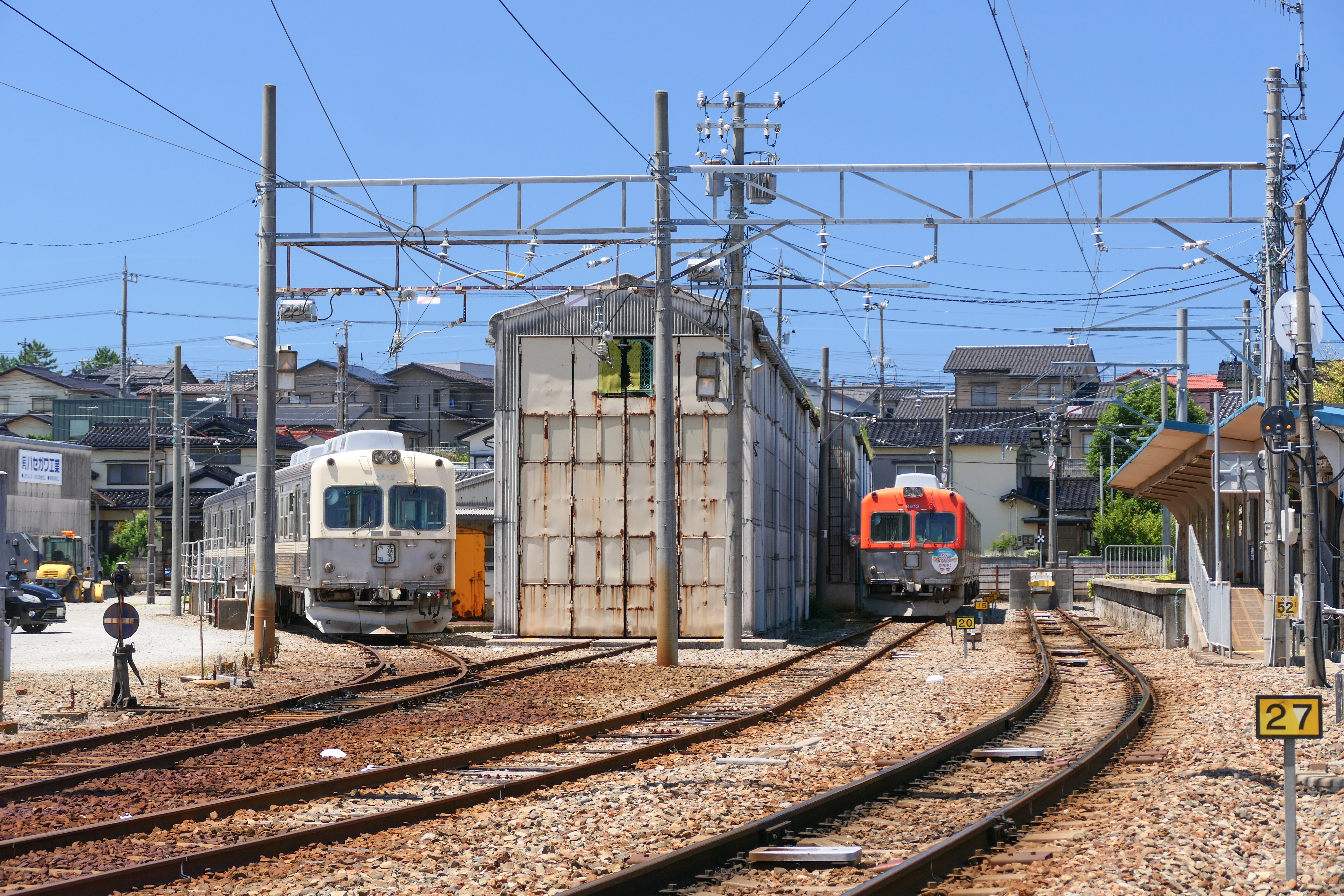
與車站連接的車廠(2022年7月)

本站是地面車站，設有1面1線單式月台。月台鄰接設有上蓋的斜道。當繁忙多人時候，除了檢票口外，會開放其他出口。另外，在內灘站西邊設有車廠（內灘檢車區）。此站設有列車夜間停泊。

## 歷史
- 1929年7月14日：淺野川電氣鐵道開設粟崎遊園前站[4]，當時車站最接粟崎遊園（日语：粟崎遊園）。
- 1945年10月1日：淺野川電氣鉄道合併至北陸鐵道，成為北陸鐵道淺野川線車站[1][6]。
- 1954年8月1日：貨物站的粟崎遊園前站改名為內灘站[6]。
- 1960年5月14日：粟崎遊園前站向海邊遷移0.1公里，同時改名為內灘站（旅客站）[1][7][8]。
- 1974年7月8日：隨著粟崎海岸站廢止，此站成為終點站[1][7]。
- 2019年2月12日：內灘站開始使用由金澤市立工業高等学校（日语：金沢市立工業高等学校）師生制作的「內灘町歌」作為發車音樂[9]。

## 使用狀況
在2019年度，1日平均上下車人次為2,747人。在北陸鐵道所有車站中，為第2多人使用的車站，僅次於北鐵金澤站。
以下為近年1日平均上下車人次。
| 上下車人次變化 | 上下車人次變化     | 上下車人次變化 |
| 年度           | 1日平均 上下車人次 | 參考資料       |
| -------------- | ------------------ | -------------- |
| 2001年         | 2,574              |                |
| 2002年         | 2,503              |                |
| 2003年         | 2,497              | [ 12 ]         |
| 2004年         | 2,370              | [ 12 ]         |
| 2005年         | 2,372              | [ 12 ]         |
| 2006年         | 2,396              | [ 12 ]         |
| 2007年         | 2,448              | [ 12 ]         |
| 2008年         | 2,452              | [ 12 ]         |
| 2009年         | 2.333              | [ 13 ]         |
| 2010年         | 2.217              | [ 13 ]         |
| 2011年         | 2,142              | [ 13 ]         |
| 2012年         | 2,212              | [ 13 ]         |
| 2013年         | 2,321              | [ 13 ]         |
| 2014年         | 2,368              | [ 14 ]         |
| 2015年         | 2,572              | [ 14 ]         |
| 2016年         | 2,616              | [ 14 ]         |
| 2017年         | 2,742              | [ 14 ]         |
| 2018年         | 2,746              | [ 14 ]         |
| 2019年         | 2,747              | [ 2 ]          |

## 相鄰車站
北陸鐵道
■淺野川線
粟崎（A11）－內灘（A12）
在1974年7月8日前，在內灘站下一站設有臨時車站粟崎海岸站，與此站相距1.3公里。

## 注腳
1. 1 2 3 4 5  安田・松本 2017，第44頁.
2. 1 2  .   [2021年6月30日]. （原始内容存档于2020年10月1日） （日语）.
3. 1 2  鉄道ジャーナル 2014，第58頁.
4. 1 2  朝日 2011，第15頁.
5. ↑  鉄道ジャーナル 2014，第59頁.
6. 1 2  石川線100周年・浅野川線90周年記念ページ （页面存档备份，存于）（日語） - 北陸鐵道
7. 1 2  朝日 2011，第19頁.
8. ↑  川島 2010，第86頁.
9. ↑   (新闻稿). 北陸鉄道. 2019-02-12  [2021-04-18]. （原始内容存档于2021-01-05） （日语）.
10. ↑  .   [2021年6月30日]. （原始内容存档于2020年10月1日） （日语）.
11. ↑  国土数値情報　駅別乗降客数データ  （页面存档备份，存于）（日語） - 國土交通省，2021年3月12日參閲
12. 1 2 3 4 5 6  北陸鉄道内灘駅乗降者人員数（1日平均）（日語） 2009年度版内灘町統計書 - 運輸・通信，2021年3月12日參閱
13. 1 2 3 4 5  北陸鉄道内灘駅乗降者人員数（1日平均）[]（日語） 2014年度版内灘町統計書 - 運輸・通信，2021年3月12日參閱
14. 1 2 3 4 5  北陸鉄道内灘駅乗降者人員数（1日平均）[]（日語） 2019年度版内灘町統計書 - 運輸・通信，2021年3月12日參閱
15. ↑  安田・松本 2017，第45頁.

## 外部連結
- 北陸鐵道內灘站 （页面存档备份，存于）